# 메스머주의
메스머주의(독일어: Mesmerismus)는 18세기의 독일인 의사 프란츠 안톤 메스머가 주장한 생기론적 유사과학 체계다. 메스너는 인간, 동물, 식물 등 모든 살아있는 것에는 보이지 않는 생명의 힘이 있다고 믿었으며, 그 힘을 생명자기(독일어: Lebensmagnetismus)라고 불렀다.  메스머는 그 힘이 치유를 비롯한 물리적 효과를 가진다고 생각했고, 그것을 끊임없이 증명하려 시도했으나 과학적으로 입증하는 데는 실패했다.
메스머주의는 19세기까지 유럽과 미국에 상당히 많은 추종자를 가지고 있었으며, 그 추종자들을 자기론자(magnetizers)라고 불렀다. 1779년 발생한 메스머주의는 이후 약 75년간 의학에서 진지한 연구대상으로 다루어졌고, 그 이후 50여년간 영향력이 잔존해서 대략 125년간 수명이 유지되었다. 1925년까지 수백 권에 달하는 메스머주의 책들이 출간되었으나, 오늘날은 거의 완전히 잊혀져 있다. 일부 국가에서 대체의학의 일종으로 메스머주의를 시술하는 경우가 여전히 남아 있지만, 주류 생의학에서는 더 이상 생명자기론을 받아들이지 않는다.